# 社会会计
社会会计（英語：Social accounting）是将组织经济行为的社会和环境影响传达给社会中的特定利益群体和整个社会的过程。社会会计不同于公共利益会计，社会会计通常用于商业，或企业社会责任，尽管任何组织，包括非政府组织、慈善机构和政府机构都可以从事社会会计。社会会计也可以与社区监测结合使用。